# Kongeparrets hjertelige Møde med Sønderjyderne Juni 1946
|  | Denne artikel er oprettet af botten Steenthbot ud fra en ekstern database. Den kan derfor have sproglige fejl eller mangler. Denne skabelon kan fjernes efter kontrol af indholdet. |

Kongeparrets hjertelige Møde med Sønderjyderne Juni 1946 er en dansk dokumentarisk optagelse fra 1946.

## Handling
Kong Christian X og Dronning Alexandrine besøger først Sønderborg, hvor borgmester Andersen byder velkommen. Derfra går turen til Gråsten, hvor sognerådsformand Kock taler. I Aabenraa bliver der strøet blomster foran kongens bil og alle byens indbyggere er på gaden. I Kruså mødes kongeparret med sydslesvigerne, overborgmester I.C. Møller overbringer folkets hilsen. I Tønder byder borgmester Poulsen velkommen - ved Burkal er der rejst en æresport. Turen slutter i Haderslev, landsdelens hovedstad.

## Medvirkende
- Kong Christian X
- Dronning Alexandrine